# Sygdom
En sygdom er en dysfunktion i en organisme - typisk en menneskeorganisme. Det er en særlig unormal tilstand, der påvirker funktionen af hele eller dele af en organisme negativt. Sygdomme er kendt for at være forbundet med specielle symptomer.   
Sygdom har altid været en del af menneskets historie og har til tider præget menneskeheden meget voldsomt. De ældste skriftlige beskrivelser af sygdom er mere end 4000 år gamle, men arkæologiske fund har vist tegn efter både polio og tuberkulose helt tilbage fra stenalderen . 
Helt tilbage til oldtiden har man forsøgt, at forklare hvorfor sygdomme opstod. Forklaringerne har skiftet meget igennem tiden, afhængig af kultur, tro og hvilken viden der var til rådighed. Forklaringsmodellerne kan deles i folkelige og videnskabelige. De folkelige sygdomsforklaringer er de forklaringer, som er alment accepteret i en befolkning. Fx er det alment kendt i vesten, at brugen af halstørklæde forebygger øvre luftvejsinfektioner.  
Videnskabelige sygdomsmodeller bruges indenfor forskning til at forklare empiriske observationer. Folkelige forklaringer er ofte dogmatiske og ændre sig kun over lang tid, mens videnskabelige modeller er dynamiske og ændrer sig med ny viden. Nogle forklaringer kan være pseudovidenskabelige, hvilket vil sige, at man forsøger at underbygge dem med videnskabelige begreber, men uden at der er en videnskabelig evidens for forklaringen. Dette ses hyppigt inden for alternativ behandling, men forekommer også inden for etableret medicin. 
Et nært beslægtet begreb er patologi, som betyder læren om sygdomme. Dette er dennaturvidenskabelige definition. Her fortolkes sygdom som en medicinsk tilstand forbundet med specielle symptomer. Sygdom kan opstå på grund af eksterne faktorer som f.eks. en infektion, eller den kan skyldes indre dysfunktioner som f.eks. autoimmune sygdomme.  
Sygdom kan også forstås bredt som modsætning til sundhed og kan opstå som følge af dårlig livsstil med rygning, overvægt og stress. Sygdom bliver ofte brugt om enhver tilstand, som er forbundet med smerte, diverse kropsforstyrrelser og sociale problemer. 
I den vestlige verden anvender de nationale sundhedssystemer typisk et af to klassifikationssystemer til at kategorisere sygdomme, hhv. DSM-IV og ICD-10; Danmark anvender sidstnævnte, hvorfor nedenstående liste er grupperet tilsvarende.

## ICD-10 kategorisering
| Kapitel       | Afsnit  | Titel                                                                                    |
| ------------- | ------- | ---------------------------------------------------------------------------------------- |
| Kapitel I     | A00-B99 | Infektiøse inkl. parasitære sygdomme                                                     |
| Kapitel II    | C00-D48 | Svulster                                                                                 |
| Kapitel III   | D50-D89 | Sygdomme i blod og bloddannende organer og visse sygdomme, som inddrager immunsystem     |
| Kapitel IV    | E00-E90 | Endokrine og ernæringsbetingede sygdomme samt stofskiftesygdomme                         |
| Kapitel V     | F00-F99 | Psykiske lidelser og adfærdsmæssige forstyrrelser inkl. psykiske udviklingsforstyrrelser |
| Kapitel VI    | G00-G99 | Sygdomme i nervesystemet                                                                 |
| Kapitel VII   | H00-H59 | Sygdomme i øje og øjenomgivelser                                                         |
| Kapitel VIII  | H60-H95 | Sygdomme i øre og processus mastoideus                                                   |
| Kapitel IX    | I00-I99 | Sygdomme i kredsløbsorganer                                                              |
| Kapitel X     | J00-J99 | Sygdomme i åndedrætsorganer                                                              |
| Kapitel XI    | K00-K93 | Sygdomme i fordøjelsesorganer                                                            |
| Kapitel XII   | L00-L99 | Sygdomme i hud og underhud                                                               |
| Kapitel XIII  | M00-M99 | Sygdomme i knogler, muskler og bindevæv                                                  |
| Kapitel XIV   | N00-N99 | Sygdomme i urin- og kønsorganer                                                          |
| Kapitel XV    | O00-O99 | Svangerskab, fødsel og barsel                                                            |
| Kapitel XVI   | P00-P96 | Visse sygdomme, der opstår i perinatalperiode                                            |
| Kapitel XVII  | Q00-Q99 | Medfødte misdannelser og kromosomanomalier                                               |
| Kapitel XVIII | R00-R99 | Symptomer og abnorme fund ikke klassificeret andetsteds                                  |
| Kapitel XIX   | S00-T98 | Læsioner, forgiftninger og visse andre følger af ydre påvirkninger                       |
| Kapitel XX    | X60-Y09 | Ydre sygdoms- og dødsårsager                                                             |
| Kapitel XXI   | Z00-Z99 | Faktorer af betydning for sundhedstilstand og kontakter med sundhedsvæsen                |
| Kapitel XXII  | U       | Koder til specielle formål                                                               |